# NGC 6112
NGC 6112 (другие обозначения — MCG 6-36-17, ZWG 196.28, NPM1G +35.0371, KUG 1616+352A, PGC 57762) — эллиптическая галактика (E) в созвездии Северная Корона.
Этот объект входит в число перечисленных в оригинальной редакции «Нового общего каталога».